# Роджер Меннерс
Роджер Меннерс, 5-й граф Ретленд (1576–1612) — англійський аристократ, меценат, військовий діяч та дипломат.

## Походження
На північ від міст Ковентрі та Пітерборо, на схід від сучасного Бірмінгема розташоване невелике англійське графство Ретлендшир. Саме воно і подарувало світові поета і драматурга Роджера Меннерса, 5-го графа Ретленда.
Південніше графства Ретлендшир розташований Оксфорд з університетом.

## Освіта

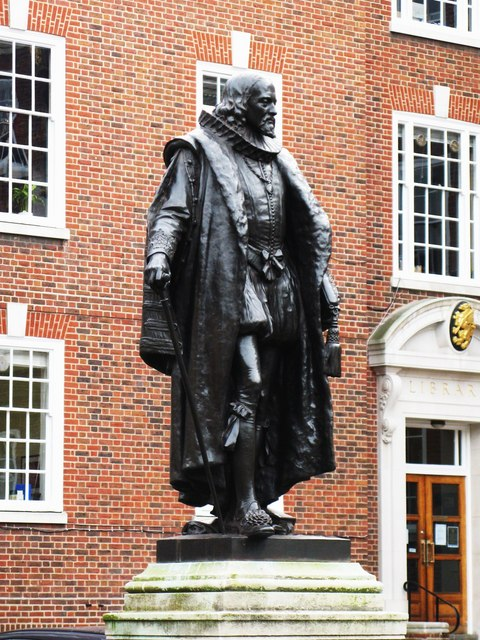
Монумент Френсісу Бекону в дворику Грейс-Інн в Лондоні. Фото 2010 р.

Молодий Роджер Меннерс отримав значну і різнобічну освіту. Він навчався в Оксфордському університеті і мав ступінь магістра мистецтв як в Оксфордського, так і Кембридзького університетів. Окрім цього, здібний юнак вивчав юриспруденцію в лондонській Грейс-Інн, вишу, що дорівнював університетові. Багатій, не обмежений в грошах 5-й граф Ретленд, здійснив подорож до Італії через Францію та Швейцарію, дістався Падуанського університету, де теж слухав тамтешніх професорів і постійно читав.
Родина Ретленд і сам Роджер були знайомі з самим Френсісом Беконом (1561—1626), що керував освітою Роджера Меннерса, аби відшліфувати здібності молодого аристократа. 5-му графу Ретленду готували блискучу кар'єру.

## Смерть і поховання
Він важко хворів останні роки молодого життя, що спонукало уникати як кар'єри надвірного, так і військового. Про головні болі і болі в ногах сповіщали і сучасники. Хворобу розцінюють по різному — від ускладнень цукрового діабету до сифілісу через недосконалість свідчень і точного знання хвороби. Помер в 35 років.
Поховання відбулося вночі, тіло поховали в сільській церкві неподалік замку Бівер.

## Шекспірівське питання
Ще в 19 столітті дослідники творчості Шекспіра розділились на два табори — «стретфордіанців» та «антистретфордіанців», бо виявили значні сумніви відносно особи Шекспіра-автора. Стретфорданці доводили, що той — з простої родини, маленький ділок і незначний актор, всі родичі і діти якого були неписьменні, і є той автор «солодких сонетів» та уславлених п'єс.
Антистретфордіанці доводили, що, навпаки, той був багатий і освічений аристократ, знавець європейських мов, придворного життя і наук, що подорожував за кордоном і ретельно приховував як власне авторство, так і власне приватне життя з різних міркувань (не престижно, не гідно аристократа, байдужість до авторства театральних п'єс через непрестижне ставлення до театру і акторів тої доби, постійна схильність до містифікацій, гри змістами і словами, жартів, не завжди пристойних тощо).
«Антистратфордіанська» лінія досліджень ставить під сумнів можливість написання Шекспером із Стредфорда «шекспірівського канону» творів. Прихильники цієї теорії вважають, що відомі про нього факти входять в суперечність із змістом і стилем досліджуваних п'єс і віршів. Антистратфордіанцями висунуті численні теорії щодо їхнього справжнього авторства. Зокрема, як кандидати на авторство п'єс Шекспіра антистратфордіанці називають Френсіса Бекона, Едварда де Вера (17го графа Оксфорда), Крістофера Марло, Роджера Маннерса (графа Ретленда), Вільяма Стенлі (графа Дербі) і інших (відповідно «беконіанська», «ретлендіанська» тощо гіпотези).

### Дослідження зламу 20-21 ст

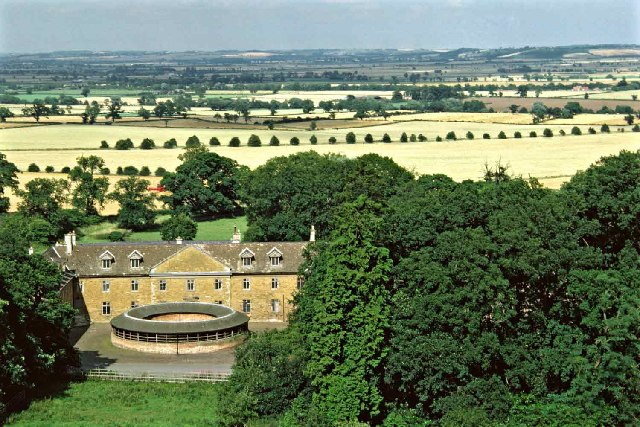
Ретлендшир, околиці замку Бівер.

Автором однієї з фундаментальних робіт в цьому напрямі є російський шекспірознавець І. М. Гилілов (1924—2007), книга-дослідження якого «Гра про Вільяма Шекспіра, або Таємниця великого фенікса», що вийшла в 1997 році, викликала інтерес і резонанс серед фахівців. Гилілов називає тих, хто писав під літературною маскою шекспірівські шедеври Роджера Меннерса, 5-го графа Ретленда, і Єлизавету Сидні-Ретленд, дочку англійського поета Філіпа Сидні, що перебували в платонічному шлюбі.
2003 року вийшла з друку книга «Шекспір. Таємна історія» авторів, що виступили під псевдонімом «О. Козмініус» і «О. Мелехцій». Автори проводять докладне розслідування, доводячи про Велику Містифікацію, результатом якої (нібито) з'явилася не тільки особа Шекспіра, але і багато інших відомих діячів тої доби.
У книзі Ігоря Фролова «Рівняння Шекспіра, або Гамлет, якого ми не читали», заснованій на тексті перших видань «Гамлета» (1603, 1604, 1623 рр.), висунута гіпотеза про те, які історичні особи ховаються за масками шекспірівських героїв.
2008 року вийшла книга Сергія Степанова «Вільям Шекспір», де на основі власного перекладу автор доводить, що сонети В.Шекспіра — листування Ретленда, Пембрука і Єлизавети Сидні-Ретленд. У тому ж році вийшла книга Марини Литвинової «Виправдання Шекспіра», де автор відстоює версію, що твори В. Шекспіра були створені двома авторами — Френсісом Беконом і Меннерсом, п'ятим графом Ретлендом.

### Поліглот з великим словником
Проаналізувавши твори автора під псевдонімом «Шекспір», дослідники довели, що лексикон автора досягав 29—30 000 слів. Наявні також знання італійської, латини та французької мов (хроніка «Генрих V» має цілу сцену, написану французькою). Драматург знав твори античних і сучасних йому літераторів, серед яких Гомер, Сенека та Плутарх, Плавт та Овідій, французи Мішель де Монтень та Ронсар, італійці Аріосто та Боккаччо, знався на греко-римській міфології, літературі, історії, юриспруденції, музиці, навіть ботаніці. Російський професор І. М. Гілілов писав: " Сюжет «Гамлета» взято з книги француза Бельфоре́, перекладену на англійську лише через сто років. Сюжети «Отелло» та «Венеціанського купця» запозичені з італійських збірок, котрі були оприлюднені на англійській лише в 18 столітті. Сюжет «Двох веронців» взято з іспанського пасторального роману.